# Лампоро
Лампо̀ро (на италиански: Lamporo; на пиемонтски: Lampeu, Лампеу) е село и община в Северна Италия, провинция Верчели, регион Пиемонт. Разположено е на 165 m надморска височина. Населението на общината е 547 души (към 2010 г.).